# Rajouri (stad)
Rajouri is een stad en “notified area” in het Indiase unieterritorium Jammu en Kasjmir. Het is de hoofdplaats van het gelijknamige district Rajouri.

## Demografie
Volgens de Indiase volkstelling van 2001 wonen er 20.874 mensen in Rajouri, waarvan 58% mannelijk en 42% vrouwelijk is. De plaats heeft een alfabetiseringsgraad van 77%.
De volkstelling van 2011 is de populatie gestegen naar 29.486 inwoners met daarvan 19.177 (65.04%) die mannen zijn en 10.309 (34,96%) die vrouw zijn. De populatie dat kind is (leeftijd 0-6) is 2761, wat 9,36% van de totale bevolking is. Het alfabetisme ligt op 82,04% waarvan 87,89% mannen die kunnen lezen en 71,16% vrouwen die dat kunnen

### Religie
In 2011 is het hindoeïsme is de grootste religie in Rajouri met meer dan 57% van de mensen die het volgen. De islam is de op een na grootste religie met 37,08% volgers. Het sikhisme met 5,09% en het christendom met 0,51% van de bevolking die het volgt.